# Museo Guimet
Il Museo Guimet (in francese: Musée national des Arts asiatiques-Guimet o Musée Guimet), situato nel XVI arrondissement di Parigi, in place d'Iéna n. 6 (Métro: Iéna) è uno dei più grandi musei di arte asiatica fuori dall'Asia.
La raccolta fu fondata nel 1879 a Lione da Émile Étienne Guimet, un industriale francese, e fu trasferita a Parigi nel 1885. Appassionato di viaggi, a Guimet nel 1876 fu commissionato dal ministero della pubblica istruzione francese lo studio delle religioni dell'Estremo Oriente e il museo ospita molti frutti di questa spedizione, inclusa una bella collezione di porcellane cinesi e giapponesi, ma anche oggetti di provenienze diverse, ad esempio dall'Antico Egitto e dal mondo greco e romano. Una delle sue ali, il Panthéon Bouddhique, illustra opere legate alla religione.

## Collezioni
- Afghanistan-Pakistan
- Arti dell'Himalaya
- Asia del Sud-Est
- Asia Centrale
- Cina
- Corea
- India
- Tessili indiani (Collezione Riboud)
- Giappone

## Altro
- Biblioteca
- Archivi fotografici
- Archivi sonori